# Louis Walsh
Louis Walsh, nato Michael Louis Vincent Walsh  (Kiltimagh, 5 agosto 1952), è un personaggio televisivo e produttore discografico irlandese, creatore della band Boyzone, giudice del talent show X Factor dal 2004.

## Carriera
Nel 1980 segue l'ascesa all'Eurovision Song Contest del connazionale Johnny Logan. Da allora intraprende la sua carriera nella ricerca di nuovi protagonisti della scena musicale britannica, come:
- Boyzone
- Westlife
- Ronan Keating
- Bellefire
- HomeTown
- Brendan Murray